# Малая Приваловка
Малая Приваловка — село в Верхнехавском районе Воронежской области.
Административный центр Малоприваловского сельского поселения.

## География
Находится в 37 км к сево-востоку от Воронежа по автотрассе «Воронеж—Бабяково—Орлово[какое?]—Парижская Коммуна—Малая Приваловка—Верхняя Хава».
Расположено в живописном месте. С севера и запада окружено лесами Воронежского биосферного заповедника, южными окраинами выходит к обширным чернозёмным полям, на которых выращивают подсолнечник, кукурузу, картофель и пшеницу.
Благодаря плотине, расположенной в районе с. Водокачка, на реке образуется запруда, а ниже плотины река уходит в каньон, тянущийся до с. Парижская Коммуна.

### Улицы
- Дубровина
- Железнодорожная
- Ленина
- Пушкина
- Солнечная
- Шинников
- Ясная Поляна
- Переулок лесной

## Транспорт
В Малой Приваловке имеется железнодорожная станция, рейсовые автобусы связывают деревню с Воронежем, посёлком Краснолесный (ж/д станция Графская), Верхней Хавой (районный центр) и Усманью (Липецкая область) Маршрутные автобусы Графская-Малая Приваловка — Воронеж ходят с интервалом в 1 час.

## Инфраструктура
Есть почтовое отделение 396100, школа.
Село газифицировано. Водопровод есть на некоторых улицах, кроме того, можно довольно легко пробурить на участке собственную скважину, причем вода здесь даже в колодцах очень чистая.
Практически везде (кроме низменных мест поймы) доступна сеть всех основных мобильных операторов.
Интересны и окрестности Малой Приваловки. Совсем рядом находится управление Воронежского биосферного заповедника, где желающие могут посетить Музей природы, действующий с 1934 года, бобровую ферму, покататься на лодках по реке Усмань, попасть на службу в Спасо-Преображенский (Толшевский) монастырь, который в 1767 году был избран святым Тихоном Задонским для проживания.
Местный охотничий клуб «Торбово», расположенный на землях пожалованных в XVIII веке Екатериной Великой придворному Енину. В дальнейшем поместье перешло с приданым дочери Енина мещанину Торбову, который построил здесь добротный дом и мельницу.
В 3 км в сторону Верхней Хавы на берегу огромного зарыбленного Лаптевского пруда находится Спортивно-Рыболовный комплекс «Серебряный Ключ».

## Интересные факты
- Известен факт, что в этих местах бывал поэт Василий Андреевич Жуковский и даже зарисовывал приваловские пейзажи.
- Из дневника Жуковского: « 5 июля, понедельник. Переезд из Липецка в Воронеж. Все приятная природа. Чернозем. В Усмани две воспитанницы Патриотического института, дочери полицмейстера Рожанского. Деревня Приваловка, где я рисовал»[2].

- В Малой Приваловке похоронен Константин Константинович Соколов (1858—1919), земский врач, просветитель. Вместе с женой Зинаидой Сергеевной (урождённой Алексеевой, сестрой К. С. Станиславского) организовал в 1896 году любительский театр для крестьян, действующий до сих пор[3]. В театре игрались спектакли по пьесам А. Н. Островского и других драматургов.

- Близ села Малая Приваловка на реке Усмань проводится фестиваль «Аннинские мосты», а на Лаптевском пруду — фестиваль рыболовов.

- В районе Орлово и Приваловки имеются межпластовые залежи минеральных вод, подобых Липецкой[4].